# Брукс, Вирджиния
Вирджиния Брукс (англ. Virginia Brooks, 11 января 1886, Чикаго, Иллинойс — 15 июня 1929, Портленд) — американская суфражистка и политический реформатор, работавшая в районе Чикаго и по всей Индиане в начале 1900-х годов. Она родилась у родителей, которые переехали из Огайо в Чикаго. Брукс написала две книги: «Маленькая потерянная сестра» (1914) и «Мои битвы с пороком» (1915).

## Ранние годы
Брукс родилась 11 января 1886 года в районе Гайд-парка в Чикаго, штат Иллинойс, в семье Оливера Х. Брукса и Флоры П. Брукс. Её родители владели пансионами по соседству. Она вышла замуж за Чарльза Шепарда Уошберна 3 апреля 1913 года. У пары был один ребёнок, сын по имени Уолтер Уошберн.

## Деятельность

### Чикаго, Иллинойс
Брукс проводила время в Чикаго на протяжении 1910-х годов, работая с различными группами и политическими реформаторами. У Брукс были близкие отношения с Идой Б. Уэллс, суфражисткой, журналисткой, феминисткой и видным лидером Движения за гражданские права чернокожих. Уэллс познакомилась с Вирджинией Брукс в Чикаго. В 1913 году Брукс с помощью Белль Сквайр работала с Уэллс над созданием Alpha Suffrage Club (ASC), группы, которая работала над тем, чтобы вовлечь афроамериканских женщин в избирательное движение. Первой целью ASC было собрать достаточно денег, чтобы отправить Уэллс в Вашингтон, округ Колумбия, для участия в избирательном марше от имени клуба. Лидер делегации из Иллинойса Грейс Траут сказала Уэллс, что ей не разрешено маршировать с белыми женщинами штата, но она может сформировать делегацию из чёрных женщин, если захочет. Брукс поддержала её, сказав: «…исключить мисс Уэллс на основании расы было бы недемократично». Брукс и Сквайр вызвались прогуляться со своей подругой Уэллс по чёрному участку марша, но в день марша её нигде не было. Брукс и Сквайр вернулись в женское отделение Иллинойса, обеспокоенные местонахождением Уэллс. Оказалось, что когда марш начался, Уэллс вышла из толпы и встала рядом с Брукс и Сквайр с суфражистками Иллинойса.

### Вест-Хаммонд, Иллинойс
Брукс переехала в Вест-Хаммонд, штат Иллинойс, со своей матерью, унаследовав от отца землю стоимостью около 39 000 долларов. Вест-Хаммонд был деревней на границе Иллинойса и Индианы (ныне часть Калумет-Сити с 1923 года), к югу от Чикаго. Она заметила, что деревня была заполнена большим количеством иммигрантов, чем пользовались деревенские власти. Она работала над улучшением условий жизни в деревне, работая от имени тех, кто не мог работать на себя. Она выступала против порока культуры Вест-Хаммонда и нападала на владельцев таверн, правивших деревней. Брукс была известна как «Жанна д’Арк» Вест-Хаммонда за эту деятельность. Одним из первых её шагов в политической деятельности была кампания, которую она провела против перехода статуса Вест-Хаммонда из деревни в город в 1911 году. Брукс считала, что деревня должна быть очищена от порока и коррупции, прежде чем перейти к новому стилю управления. Она в одиночку выследила коррумпированных владельцев таверн, которые управляли городом, и начала свою реформу. Её лозунг реформы был: «Голосуй за деревню. Нельзя сделать честный город из нечестной деревни, пока эта шайка находится у власти. Сначала надо очистить». Кампания в конечном итоге не увенчалась успехом, но деревня стала святыней её реформаторской работы, поскольку она день за днём работала над позитивными изменениями. Она баллотировалась на свою первую государственную должность в 1912 году в качестве президента округа 156 Совета по образованию Вест-Хаммонда (также известного как округ Собески). Она победила на выборах 22 апреля 1912 года.

### Индиана
Брукс выступала по всей Индиане на различных мероприятиях. В 1912 году она была основным спикером в Лиге равного избирательного права в Индианаполисе. Также в 1912 году она рассказала о своём крестовом походе за реформы в Ричмонде, штат Индиана.

## Последние годы и смерть
В конце жизни Брукс отправилась на запад в сторону Портленда, штат Орегон, со своим сыном Уолтером, известным по фамилии Брукс. Она умерла 15 июня 1929 года в Портленде под своим замужним именем Вирджиния Уошберн, и её останки покоятся на мемориальном кладбище Вильгельма в Портленде.